# Con los días contados
Con los días contados (en chino: 暗戰; título literal: Guerra oculta) es una película de acción de Hong Kong de 1999, producida y dirigida por Johnnie To y protagonizada por Andy Lau como un criminal con cáncer terminal que desafía a un negociador de la policía, interpretado por Lau Ching-wan, a una batalla de 72 horas de ingenio y coraje. Andy Lau ganó su primer Hong Kong Film Award en la categoría de mejor actor en el año 2000 por su desempeño en el filme. En 2001 se produjo una secuela, titulada Con los días contados 2 y codirigida por Johnnie To y Law Wing-cheung.

## Sinopsis
A Cheung Wah (Andy Lau) se le diagnostica un cáncer en fase avanzada y su médico le da cuatro semanas de vida en promedio. Cheung le pide al doctor que le prescriba algunos analgésicos para ayudarle a afrontar dignamente las últimas semanas de su existencia. Mientras Chueng come en un restaurante, el inspector Ho Sheung-sang (Lau Ching-wan), un negociador de la policía, es llamado a la escena de un robo bancario en proceso ante la inoperancia de su inepto jefe, Wong Kai-fat (Benz Hui). Después de escuchar repetidamente las grabaciones de la anterior negociación entre Wong y los ladrones, Ho determina que se trata de profesionales y entra a negociar con ellos.
Después de incitar a los ladrones a liberar primero a los heridos, un hombre entre los rehenes se levanta y les dispara. El hombre muestra su tarjeta de identificación a Ho y asegura ser un policía fuera de servicio. Sin embargo, Ho llega a la conclusión de que se trata del hombre que planeó todo el robo. Ante esta nueva evidencia, Cheung entra en la escena y le propone a Ho una batalla de 72 horas de ingenio y coraje, la cual se convertirá en la única manera de controlar la situación.

## Reparto
- Andy Lau es Cheung Wah
- Lau Ching-wan es Ho Sheung-sang
- Yoyo Mung es Leung Yuen-ting
- Waise Lee es Baldy
- Benz Hui es Wong Kai-fat
- Hung Wai-leung es el señor Lee
- Lam Wai-kin es el señor Hui

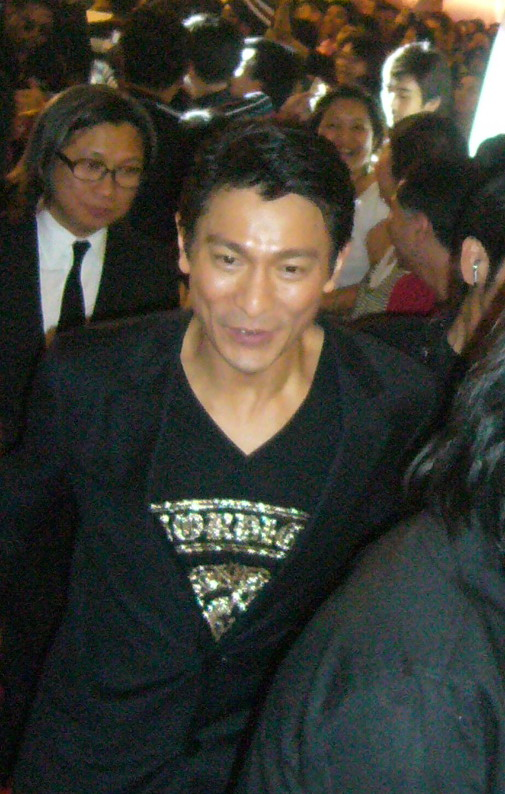
Andy Lau interpretó el papel principal en el filme

- Lee Sau-kei es el doctor de Cheung

## Recepción
La película fue bien recibida por la crítica especializada y la audiencia en general. Actualmente cuenta con una aprobación del 90% en el portal web de reseñas cinematográficas Rotten Tomatoes. En el sitio Asian Movie Pulse, el crítico Rouven Linnarz elogió el filme y su dirección, afirmando: "Con los días contados es una entretenida película policíaca con gran edición, sincronización y maravillosas actuaciones, especialmente de los dos protagonistas masculinos. Es una producción cuyo ritmo y diálogos rápidos presentan de nuevo el increíble talento de Johnnie To, que puede realizar fácilmente un filme convencional, así como una película de acción con un toque más artístico como The Mission". Para Andrew Saroch del sitio Far East Films, "es importante señalar que Con los días contados es mucho más que una simple película de acción o incluso el habitual thriller psicológico. Con Johnnie To al timón, nunca hubo muchas posibilidades de que fuera una de las tantas producciones promedio que han utilizado esta narrativa".